# دونكان كاري
دونكان كاري (بالإنجليزية: Duncan Curry)‏ هو لاعب كرة قاعدة أمريكي، ولد في 28 نوفمبر 1812 في نيويورك في الولايات المتحدة، وتوفي في أبريل 1894 في بروكلين في الولايات المتحدة.